# Клён серебристый
Клён серебри́стый, или клён сахаристый (лат. Ácer sacchárinum) — листопадное дерево семейства Сапиндовые (по устаревшей классификации — Клёновые), произрастающее в восточной части Северной Америки.

## Ботаническое описание
Листопадное быстрорастущее дерево средних размеров, высотой 27—36 м Ствол короткий, возле основания часто разделяется на несколько вертикальных разветвлений. Крона, как правило, негустая и закруглённая. Ветви сначала направлены вниз, затем изящно изгибаются и идут вверх. Веточки схожи с веточками клёна красного — с V-образными листовыми рубцами, только у клёна серебристого они более крепкие, часто более тёмного каштанового цвета и на изломе они неприятно пахнут.
Кора молодых деревьев светло-серая, гладкая, с возрастом темнеет и покрывается длинными узкими трещиноватыми хлопьевидными чешуйками.
Корневая система неглубокая и мочковатая (волокнистая).
Почки красновато-коричневые с крупными чешуйками, цветковые почки часто собраны в хорошо заметные гроздья.
Листья супротивные, простые, с пятью лопастями и глубокими пальчатыми выемками между ними, на краях шероховато-пильчатые, 8—16 см длиной и 6—12 см шириной, в верхней части светло-зелёные, в нижней бледные, серебристо-белые. Черешки тонкие, 5—12 см длиной.
Цветки однодомные, от зеленоватого до красноватого цвета, собраны в маленькие метёлки. Цветёт клён ранней весной, задолго до появления листьев.
Плод — крылатка, состоящая из двух одинаковых крылышек с семенем, самая крупная среди североамериканских видов. Каждое крылышко 3,5—5 см длиной и до 12 мм шириной. Плод созревает поздней весной и при попадании в почву сразу даёт побеги. Хотя крылышки способствуют переносу семени на расстояние, они (семена) довольно тяжёлые у этого вида и частично распространяются с помощью водных потоков.
По своим морфологическим свойствам Клён серебристый близок к клёну красному и может создавать с ним гибриды (Acer × freemanii).
Живёт до 130 лет и дольше.

## Распространение и экология
Произрастает в восточной части Северной Америки — США и прилегающих территориях Канады.
Растёт во влажных низинах, по берегам рек и озёр, на возвышениях встречается реже. Лучше всего приспособлен к влажным, хорошо дренированным, тонкотекстурным наносным почвам. Встречается на высоте от 30 до 600 м над уровнем моря. В засушливых регионах встречается только около воды.
Показывает среднюю терпимость к засолённым почвам, но достаточно легко переносит длительные периоды наводнений. Теневыносливость выражена не ярко и зависит от прочих условий — на хороших почвах более теневынослив. В любом случае, он более требователен к свету по сравнению с другими видами клёна. Доминирует в лесах вместе с буком, ясенем и тополем.

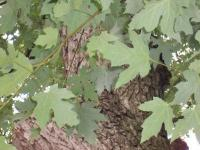
Листья

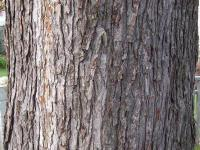
Кора

Клён серебристый ежегодно даёт обильный семенной урожай. Семенами питаются многие птицы, среди которых вечерний американский дубонос (Coccothraustes vespertinus), вьюрки, дикие индейки и другие. Кроме того, семенами, почками и веточками клёна питаются белки и бурундуки. Для белок кленовые почки крайне важны ранней весной, когда другая пища для них недоступна. Их едят также бобры, белохвостые олени и зайцы.
В ветвях гнездятся каролинские утки (Aix sponsa), гоголи (Bucephala clangula). В дуплах деревьев находят приют еноты, опоссумы, белки, совы и дятлы. Клён серебристый — одно из немногих листопадных деревьев, используемое в качестве общественной ночёвки для красноплечих чёрных трупиалов (Agelaius phoeniceus), обыкновенных граклов (Quiscalus quiscula), скворцов (Sturnus vulgaris) и буроголовых коровьих трупиалов (Molothrus ater).

## Культивирование
У клёна серебристого довольно хрупкая древесина, поэтому деревья могут страдать от сильного ветра. Их корневая система неглубокая, и они легко оккупируют заливные луга. Клён серебристый довольно быстро прорастает, и если его не обрезать, то часто даёт несколько одинаковых побегов. Тем не менее, его часто высаживают в парках и вдоль дорог из-за его быстрого роста, простого размножения и пересадки. Легко приспосабливается к городским условиям, поэтому часто высаживается по обочинам дорог.
Вне природного ареала и климатических условий, легко уживается при средиземноморском климате (например, в Лос-Анджелесе или Иерусалиме), если имеется достаточное количество воды.

## Классификация

### Таксономия[3]
Acer saccharinum L., Species Plantarum. 1753.
Вид Клён серебристый относится к роду Клён (Acer) семейства Сапиндовые (Sapindaceae) порядка Сапиндоцветные (Sapindales). Кладограмма в соответствии с Системой APG IV по состоянию на июнь 2023 года:
|  |                                      |  |                                   |                                   |                      |  | ещё 8 семейств | ещё 8 семейств     |                               |  |  |  | ещё 4 рода    | ещё 4 рода       |  |  |
|  |                                      |  |                                   |                                   |                      |  | ещё 8 семейств | ещё 8 семейств     |                               |  |  |  | ещё 4 рода    | ещё 4 рода       |  |  |
|  |                                      |  |                                   | порядок Сапиндоцветные            |                      |  |                |                    | Подсемейство Конскокаштановые |  |  |  |               | Клён серебристый |  |  |
|  |                                      |  |                                   | порядок Сапиндоцветные            |                      |  |                |                    | Подсемейство Конскокаштановые |  |  |  |               | Клён серебристый |  |  |
|  | отдел Цветковые, или Покрытосеменные |  |                                   |                                   | семейство Сапиндовые |  |                |                    | род Клен                      |  |  |  |               |                  |  |  |
|  | отдел Цветковые, или Покрытосеменные |  |                                   |                                   |                      |  |                |                    |                               |  |  |  |               |                  |  |  |
|  |                                      |  | ещё 63 порядка цветковых растений | ещё 63 порядка цветковых растений |                      |  |                | еще 3 подсемейства | еще 3 подсемейства            |  |  |  | еще 168 видов |                  |  |  |
|  |                                      |  |                                   | ещё 63 порядка цветковых растений |                      |  |                |                    | еще 3 подсемейства            |  |  |  |               |                  |  |  |

### Синонимы
- Acer coccineum  Wender.
- Acer dasycarpum  Ehrh.
- Acer dasycarpum f. albovariegatum  Späth
- Acer dasycarpum f. arbusculum  Schwer.
- Acer dasycarpum f. aureomarginatum  Dippel
- Acer dasycarpum f. citreovariegatum  Schwer.
- Acer dasycarpum f. curvatum  Schwer.
- Acer dasycarpum f. heterophyllum  D.Thomson
- Acer dasycarpum f. lacteum  Schwer.
- Acer dasycarpum f. longifolium  Späth
- Acer dasycarpum f. lutescens  Späth
- Acer dasycarpum f. macrophyllum  Dippel
- Acer dasycarpum f. monstrosum  Schwer.
- Acer dasycarpum f. nanum  Schwer.
- Acer dasycarpum f. palmatum  Schwer.
- Acer dasycarpum f. pendulum  (Van Houtte)  Schwer.
- Acer dasycarpum f. pseudoternatum  Schwer.
- Acer dasycarpum f. pulverulentum  Späth
- Acer dasycarpum f. pyramidale  Späth
- Acer dasycarpum f. sanguineum  Schwer.
- Acer dasycarpum f. serpentinum  Schwer.
- Acer dasycarpum f. tripartitum  Schwer.
- Acer dasycarpum f. weiri  Schwer.
- Acer dasycarpum var. aureovariegatum  G.Nicholson
- Acer dasycarpum var. coloratum  Wesm.
- Acer dasycarpum var. laciniatum  (Pax)  Schwer.
- Acer dasycarpum var. pendulum  Van Houtte
- Acer dasycarpum var. subtrilobatum  Schwer.
- Acer eriocarpum  Michx.
- Acer heterophyllum var. laciniatum  Carrière
- Acer pallidum  Aiton  ex  Steud.
- Acer pavia  Dippel
- Acer saccharinum f. ahlesii  A.E.Murray
- Acer saccharinum f. purpureocarpum  A.E.Murray
- Acer saccharinum f. variifolium  V.V.Byalt  &  Firsov
- Acer saccharinum var. pseudoplatanoides  Pax
- Acer saira  K.Koch
- Acer tomentosum  Desf.
- Acer virginianum  Mill.  ex  Steud.
- Argentacer saccharinum  (L.)  Small
- Argentacer saccharinum var. laciniatum  (Carrière)  Moldenke
- Saccharodendron saccharinum  (L.)  Nieuwl.
- Sacchrosphendamnus saccharinus  (L.)  Nieuwl.

### Сорта
- 'Laciniatum Wieri' (syn. Acer saccharinum f. laciniatum 'Wieri'[5], Acer saccharinum 'Laciniatum' ('Wieri')[6]). Дерево средней величины, высота 11—20 м[7], ширина 8—15 м; крона асимметричная, свободная. Быстрорастущий сорт. Ветви свисающие. Цветет до появления листьев; соцветия красновато-коричневые. Плоды невзрачные. Листья глубоколопастные (в сравнении с типовой формой вида), сильно разрезнолистные, во время распускания бронзово-зелёные, летом светло-зеленые, нижняя сторона беловатая[8], осенью жёлтые[7]. Корневая система поверхностная, может поднимать дорожное покрытие, по этой причине следует сажать не ближе 3—5 метров к дорожкам и оставлять не засаженным приствольный круг. Зимостойкий, устойчив в городских условиях, требует защиты от ветра. Почвы от слабокислых до нейтральных, свежие или влажные, плодородные; сорт легко адаптируется к разным почвенным условиям, но может желтеть при избытке извести. Из-за цветения не рекомендуется производить обрезку зимой или весной[8]. Зоны морозостойкости: от 4 до более тёплых.

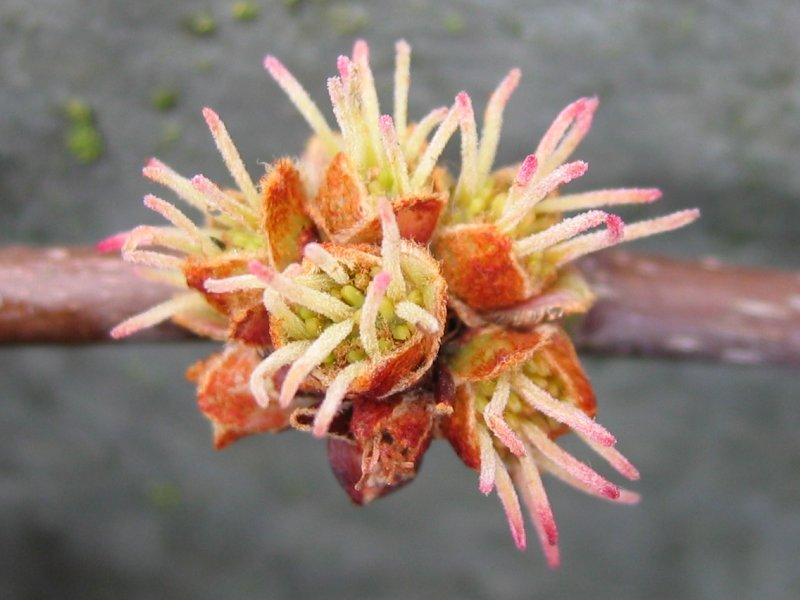
Цветок
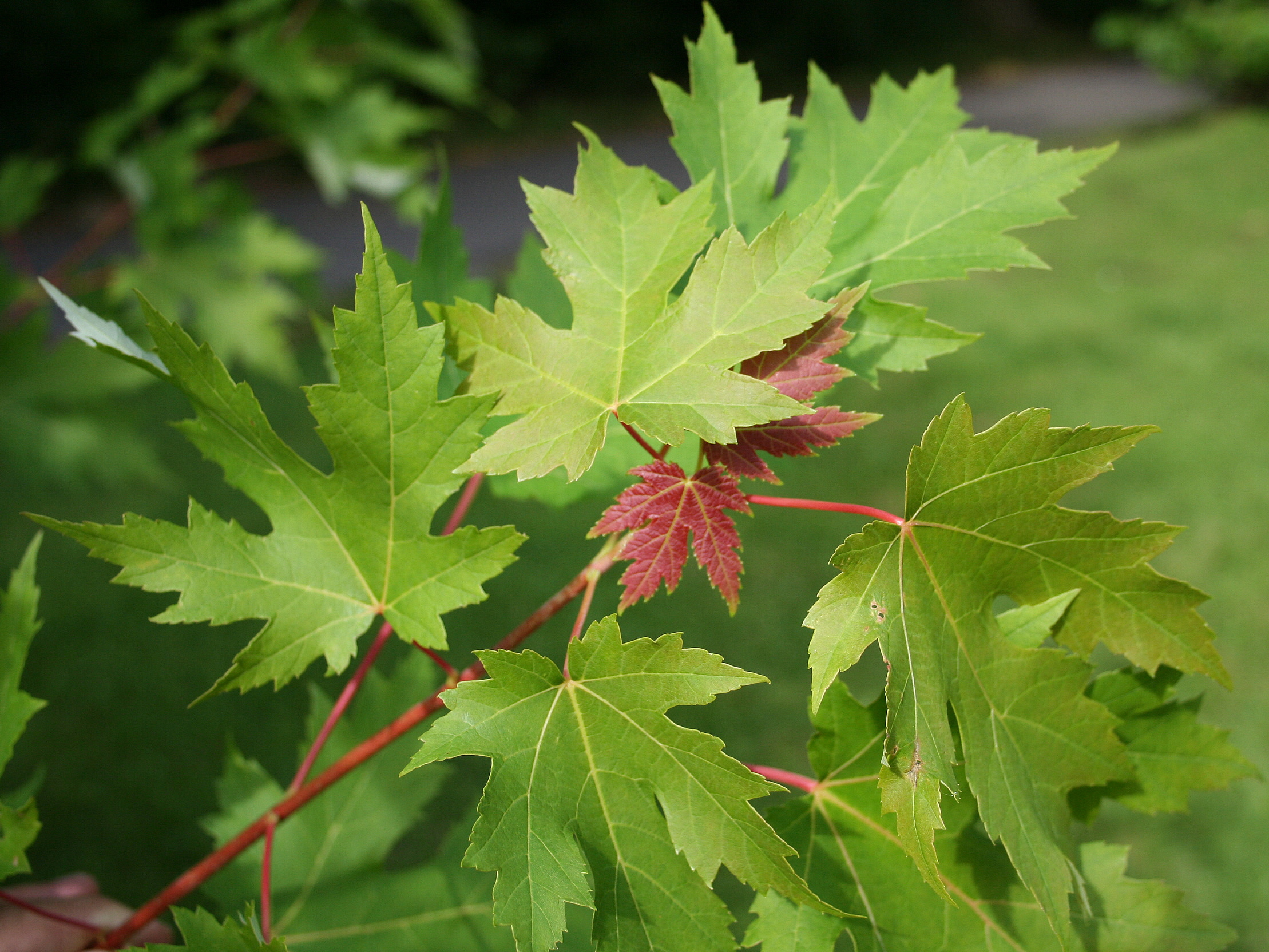
Лист
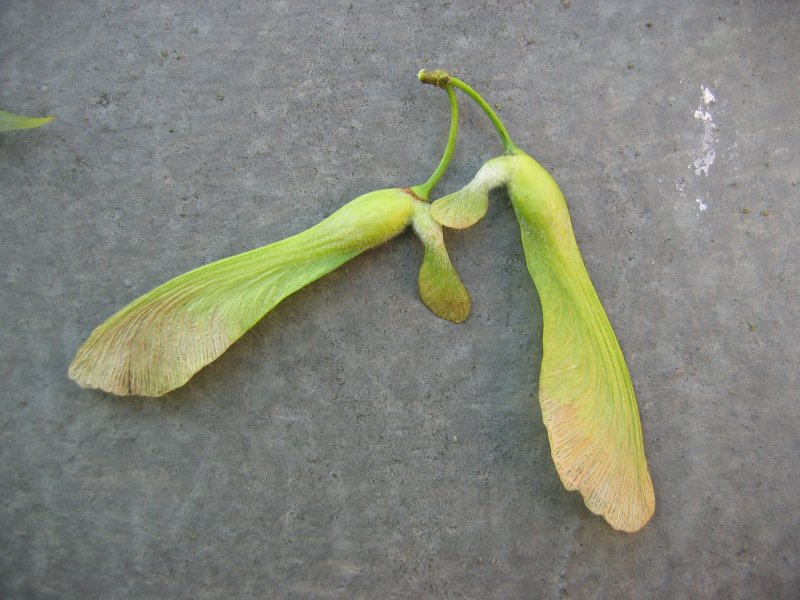
Плод